# Fontanina degli Innamorati
Fontanina degli Innamorati ("De förälskades fontän") är en dricksvattenfontän vid Fontana di Trevi i Rione Trevi i Rom. Fontänen, som är belägen i en grottliknande nisch till höger om Fontana di Trevi, består av ett brunnskar på en klippformation; ur två tappar i klippan porlar vattnet. Fontänen förses med vatten från Acqua Vergine.
Det sägs att förlovade par, som dricker av fontänens vatten tillsammans, förblir trogna varandra livet ut.

### Webbkällor
- ”Roma e alcune sue strane, curiose fontane” (på italienska). Placida Signora. 31 januari 2013. Arkiverad från originalet den 30 augusti 2021. https://archive.md/nCaHW. Läst 30 augusti 2021.
- ”The Lovers' Fountain” (på engelska). Walks in Rome. David Lown. 10 juli 2019. Arkiverad från originalet den 30 augusti 2021. https://archive.md/4L7G1. Läst 30 augusti 2021.
- ”La fontana degli innamorati” (på italienska). Turismo Roma. Dipartimento Turismo, Formazione Professionale e Lavoro. Arkiverad från originalet den 30 augusti 2021. https://archive.ph/Lxe9s. Läst 30 augusti 2021.